# Флэш Гордон
Флэш Го́рдон (англ. Flash Gordon) — персонаж одноимённого научно-фантастического комикса, впервые появившийся в Comic Strip 7 января 1934 года. Создан художником Алексом Рэймондом. Некоторые критики называют персонажа главным «конкурентом» другого популярного космического героя комиксов 1930-х годов, Бака Роджерса.
Впоследствии о данном персонаже на основе комиксовых историй был создан целый ряд теле- и мультсериалов, полнометражных фильмов и мультфильмов, романов, радиоспектаклей и компьютерных игр.

## Сюжет
Флэш Гордон, блондин, игрок в поло и выпускник Йельского университета, совместно со своей подругой Дейл Арден и полубезумным учёным Хансом Зарковым противостоит Мингу Безжалостному, правителю планеты Монго, мечтающему завоевать Землю. История начинается с внезапной бомбардировки Земли огненными метеорами. Доктор Зарков изобретает космический корабль, на котором троица отправляется в космическое пространство и терпит крушение на Монго, где и узнаёт, что за атакой стоит Минг. Здесь на протяжении многих лет они сражаются с Мингом и помогают различным угнетённым расам на планете Монго (в их числе людям-львам, людям-ястребам и так далее), также периодически совершая полёты к другим планетам на кораблях, двигающихся со сверхсветовой скоростью. История заканчивается свержением Минга и возвращением троицы на Землю.

## История публикаций
Оригинальная серия комиксов печаталась в газете Sunday с 1934 по 1943 год и c 1940 по 1944 год в Daily, где художником выступал уже Остин Бриггс, он же рисовал их для Sunday с 1944 по 1948 год. Впоследствии комиксы выходили в обеих газетах (иногда одновременно), а в качестве художников выступали различные люди. В Sunday комиксы о Флэше Гордоне публиковались до 2003 года. В 1980-х годах некоторые из старых историй были перепечатаны.

## Фильмы и сериалы
Первым произведением кинематографа о Флэше Гордоне стал одноимённый 13-серийный киносериал 1936 года, затем появились сериалы «Флэш Гордон: Обратно на Марс» (1938) и «Флэш Гордон покоряет Вселенную» (1940); впоследствии эти сериалы были выпущены в сокращённом виде как три полнометражных фильма. Очередной сериал о персонаже был снят в 1954—1955 годах, в 1979—1980 годах выходил мультсериал о нём производства студии Filmation под названием «Новые приключения Флэша Гордона», в 1980 году был выпущен одноимённый полнометражный фильм с Сэмом Джонсом в главной роли, а в 1982 году — полнометражный мультфильм «Флэш Гордон: Величайшее приключение». Флэш Гордон стал также главным героем одноимённого 26-серийного мультсериала 1996 года, главным героем телесериала 2007—2008 годов и одним из главных героев мультсериала 1986 года «Защитники Земли».
Снят пародийный трэш-фильм «Флэш Гордон встречает космических болельщиц».
В 1930-е годы о персонаже также было сделано несколько радиопостановок и написано несколько романов.
В 1939 году на Всемирной выставке в Нью-Йорке был представлен тематический аттракцион на основе комиксов о Флэше Гордоне.

## Влияние
Джордж Лукас в нескольких интервью говорил, что истории о Флэше Гордоне отчасти вдохновили его на создание вселенной «Звёздных войн».